# Việt Trì (thành phố)
Việt Trì là thành phố tỉnh lỵ cũ của tỉnh Phú Thọ, Việt Nam. Thành phố Việt Trì là đô thị trung tâm của các tỉnh Trung du và miền núi Bắc Bộ và là một trong 22 đô thị loại I của Việt Nam. Việt Trì là trung tâm kinh tế chính trị, văn hóa, khoa học kĩ thuật của tỉnh Phú Thọ, có vị trí quan trọng về quốc phòng, an ninh và là đô thị động lực trong phát triển kinh tế xã hội của tỉnh Phú Thọ và cả vùng trung du và miền núi Bắc Bộ.
Được xem là đất phát tích, kinh đô đầu tiên của dân tộc Việt Nam, Việt Trì là thành phố du lịch về với cội nguồn dân tộc Việt Nam, nơi có kinh đô Văn Lang - kinh đô đầu tiên của người Việt, quê hương đất tổ vua Hùng. Nơi đây còn là thành phố công nghiệp, công nghệ kỹ thuật cao. Đây cũng là cửa ngõ vùng Tây Bắc, đầu mối giao thông nối giữa các tỉnh trung du và miền núi phía bắc với thủ đô Hà Nội và các tỉnh đồng bằng Bắc bộ, nằm trên hành lang kinh tế Hải Phòng - Hà Nội - Côn Minh (Trung Quốc).
Thành phố Việt Trì được biết đến là thành phố công nghiệp đầu tiên ở miền Bắc Xã hội chủ nghĩa với các ngành dệt, giấy, hóa chất, sứ,... và còn được gọi là thành phố ngã ba sông vì nằm gần nơi hợp lưu của sông Thao, sông Lô và sông Đà thành sông Hồng.
Hiện nay, thành phố Việt Trì là trung tâm chính trị, hành chính và kinh tế, xã hội của tỉnh Phú Thọ và trung tâm của liên tỉnh phía bắc. Việt Trì được Thủ tướng Chính phủ cho phép đầu tư để trở thành một trong những đô thị lớn nhất Việt Nam. Ngày 10/3 âm lịch hàng năm, vào dịp Giỗ tổ Hùng Vương, hàng triệu người dân từ khắp cả nước lại nô nức về núi Nghĩa Lĩnh nằm tại địa phận thôn Cổ Tích - xã Hy Cương - Việt Trì để thăm viếng tổ tiên.

## Lịch sử
Việt Trì là vùng đất nằm ở vị trí chuyển tiếp từ địa hình đồi núi sang địa hình đồng bằng, đỉnh của tam giác châu thổ sông Hồng. Từ trung tâm thành phố nhìn về phía tây nam là núi Ba Vì, phía Đông Bắc là dãy núi Tam Đảo. Ở phía tây tây bắc thành phố là núi Nghĩa Lĩnh, nơi có đền thờ các vua Hùng. Trải qua biết bao thăng trầm của lịch sử, vùng đất Việt Trì đã nhiều lần thay đổi ranh giới hành chính và sự phân cấp quản lý hành chính.
Vào thời đại Hùng Vương, vùng Việt Trì - Bạch Hạc là trung tâm chính trị - kinh tế và được coi là kinh đô của Nhà nước Văn Lang.
Dưới thời thuộc Hán, vùng Việt Trì thuộc về huyện Mê Linh, quận Giao Chỉ.
Thời Tam Quốc - Lưỡng Tấn và thời nhà Tuỳ (thế kỷ III đến thế kỷ VI) thuộc huyện Gia Ninh, quận Tân Xương.
Đời nhà Đường, vùng Việt Trì thuộc huyện Thừa Hóa, quận Phong Châu;
Thời Loạn 12 sứ quân (944-967), Việt Trì nằm trong khu vực chiếm giữ của sứ quân Kiều Công Hãn.
Thời Lý - Trần, Việt Trì thuộc về châu Thao Giang, lộ Tam Giang.
Thời nhà Lê, Việt Trì là một thôn thuộc xã Bạch Hạc, phủ Tam Đới (Tam Đái), trấn Sơn Tây.
Đầu thời Nguyễn, địa giới Việt Trì cơ bản vẫn giữ như thời Hậu Lê.
Năm 1832, vua Minh Mạng tiến hành cải cách hành chính, đổi tất cả các trấn trong cả nước thành tỉnh. Thôn Việt Trì thuộc về phường Bạch Hạc, phủ  Vĩnh Tường, phủ Tam Đái; sau đổi thành phủ Vĩnh Tường, tỉnh Sơn Tây.
Sau khi xâm lược nước ta, thực dân Pháp xáo trộn lại các đơn vị hành chính cũ, lập ra những tỉnh mới nhỏ hơn trước để dễ quản lý và đàn áp. Việt Trì tách khỏi xã Bạch Hạc, trở thành một làng trong tổng Lâu Thượng, huyện Hạc Trì; còn xã Bạch Hạc vẫn nằm trong huyện Bạch Hạc, phủ Vĩnh Tường, tỉnh Vĩnh Yên.
Nhận rõ Việt Trì là cửa ngõ án ngữ các tuyến đường giao thông thủy, bộ ở phía Bắc Việt Nam, không chỉ có vị trí quan trọng về mặt kinh tế mà còn là tiền đồn trọng điểm về quân sự, ngày 22 tháng 10 năm 1907, toàn quyền Đông Dương ra Nghị định thành lập thị trấn Việt Trì và đặt trung tâm huyện lỵ Hạc Trì tại đây.
Cách mạng tháng 8-1945 thành công, Việt Trì thuộc liên xã Sông Lô bao gồm các xã: Lâu Hạ, Hạ Giáp, Thuần Lương, Việt Trì làng và Việt Trì phố.
Tháng 2 năm 1945, thị trấn Việt Trì được tái lập gồm ba khu phố: Thuần Lương, Việt Hưng và Việt Lợi.
Ngày 7 tháng 6 năm 1957, Thủ tướng Chính phủ ban hành Nghị định cho sáp nhập thị trấn Bạch Hạc thuộc huyện Vĩnh Tường, tỉnh Vĩnh Phúc về thị trấn Việt Trì và chuyển thành thị xã Việt Trì.
Ngày 2 tháng 1 năm 1960, Thủ tướng Chính phủ ban hành Nghị định số 003-TTg sáp nhập ba xã: Chính Nghĩa, Sông Lô, Trưng Vương của huyện Hạc Trì vào thị xã Việt Trì.
Ngày 4 tháng 6 năm 1962, Hội đồng Chính phủ ra Quyết định số 65-CP thành lập thành phố Việt Trì trực thuộc tỉnh Phú Thọ trên cơ sở thị xã Việt Trì và 4 xã: Lâu Thượng, Minh Khai, Minh Phương (trừ xóm Minh Phú), Tân Dân thuộc huyện Hạc Trì. Cũng trong năm này, Chính phủ ra quyết định giải thể huyện Hạc Trì, chuyển 2 xã: Hùng Thao (nay là xã Cao Xá) và xã Thống Nhất (nay là xã Thụy Vân) nhập vào huyện Lâm Thao, những xã còn lại nhập vào Thành phố Việt Trì; xã Chính Nghĩa đổi tên thành xã Tiên Cát; xã Minh Khai đổi tên thành xã Minh Nông.
Cũng trong ngày ngày 26 tháng 1 năm 1968, Uỷ ban thường vụ Quốc hội nước Việt Nam Dân chủ Cộng hòa ra Nghị quyết số 504-NQ/TVQH tiến hành hợp nhất hai tỉnh Phú Thọ và Vĩnh Phúc thành tỉnh Vĩnh Phú. Thành phố Việt Trì trở thành tỉnh lỵ của Vĩnh Phú. Sau năm 1975; thành phố Việt Trì có 4 phường: Tân Dân, Thanh Miếu, Tiên Cát, Vân Cơ, thị trấn Bạch Hạc và 6 xã: Quất Thượng, Sông Lô, Minh Phương, Dữu Lâu, Lâu Thượng, Minh Nông.
Ngày 27 tháng 6 năm 1977, hợp nhất ba xã Quất Thượng, Lâu Thượng và Sông Lô thành xã Trưng Vương.
Ngày 5 tháng 7 năm 1977, Hội đồng Chính phủ ra Quyết định hợp nhất và điều chỉnh địa giới một số huyện thuộc tỉnh Vĩnh Phú. Các xã Vân Phú, Phượng Lâu của huyện Phù Ninh, xã Thụy Vân của huyện Lâm Thao, thôn Mộ Chu Hạ, thôn Lang Đài của xã Bồ Sao, huyện Vĩnh Tường sáp nhập về thành phố Việt Trì (trong đó, các thôn Mộ Chu Hạ, Lang Đài được sáp nhập vào thị trấn Bạch Hạc).
Ngày 13 tháng 1 năm 1984, Hội đồng Bộ trưởng ra Quyết định phân vạch địa giới xã, phường của Thành phố Việt Trì. Theo đó, giải thể thị trấn Bạch Hạc để thành lập phường Bạch Hạc; đồng thời chia lại các phường cũ, lập các phường mới: chia phường Thanh Miếu thành 2 phường: Thanh Miếu và Thọ Sơn; chia phường Vân Cơ thành 3 phường: Gia Cẩm, Nông Trang, Vân Cơ.
Ngày 11 tháng 10 năm 1986, chia xã Trưng Vương thành 2 xã Sông Lô và Trưng Vương. Đến thời điểm này, thành phố Việt Trì gồm 8 phường: Bạch Hạc, Thanh Miếu, Thọ Sơn, Tiên Cát, Gia Cẩm, Nông Trang, Vân Cơ, Tân Dân và 8 xã: Dữu Lâu, Minh Phương, Minh Nông, Vân Phú, Sông Lô,Trưng Vương, Phượng Lâu, Thụy Vân.
Ngày 6 tháng 11 năm 1996, Quốc hội khoá IX ra Nghị quyết tách tỉnh Vĩnh Phú thành 2 tỉnh Vĩnh Phúc và Phú Thọ, thành phố Việt Trì tiếp tục là trung tâm chính trị- kinh tế- văn hoá của tỉnh Phú Thọ.
Ngày 8 tháng 4 năm 2002, Chính phủ ra Nghị định số 39/2002/NĐ-CP, thành lập phường Dữu Lâu (trên cơ sở giải thể xã Dữu Lâu) và phường Bến Gót (tách ra từ phường Thanh Miếu) thuộc thành phố Việt Trì.
Ngày 14 tháng 10 năm 2004, Thủ tướng Chính phủ ban hành quyết định số 180/QĐ-TTg công nhận thành phố Việt Trì là đô thị loại 2.
Đến cuối năm 2005, thành phố Việt Trì có 16 đơn vị hành chính trực thuộc, gồm 10 phường: Bạch Hạc, Bến Gót, Dữu Lâu, Gia Cẩm, Nông Trang, Tân Dân, Thanh Miếu, Thọ Sơn, Tiên Cát, Vân Cơ và 6 xã: Minh Nông, Minh Phương, Phượng Lâu, Sông Lô, Thụy Vân, Trưng Vương, Vân Phú.
Ngày 10 tháng 11 năm 2006, chuyển 3 xã: Chu Hóa, Hy Cương, Thanh Đình của huyện Lâm Thao và 2 xã: Hùng Lô, Kim Đức của huyện Phù Ninh về thành phố Việt Trì quản lý.
Ngày 1 tháng 7 năm 2008, chuyển toàn bộ diện tích và dân số của xã Tân Đức thuộc huyện Ba Vì, tỉnh Hà Tây về thành phố Việt Trì quản lý theo Nghị quyết số 14/2008/QH12 của Quốc hội.
Ngày 5 tháng 5 năm 2010, thành lập 3 phường: Minh Nông, Minh Phương và Vân Phú trên cơ sở 3 xã có tên tương ứng.
Ngày 4 tháng 5 năm 2012, Thủ tướng Chính phủ ban hành Quyết định công nhận thành phố Việt Trì là đô thị loại 1 trực thuộc tỉnh Phú Thọ.
Ngày 1 tháng 1 năm 2020, sáp nhập xã Tân Đức vào phường Minh Nông.
Ngày 1 tháng 1 năm 2025, sáp nhập phường Vân Cơ vào phường Nông Trang và sáp nhập phường Bến Gót vao phường Thọ Sơn.
Thành phố Việt Trì có 20 đơn vị hành chính cấp xã trực thuộc, gồm 11 phường và 9 xã như hiện nay.

## Địa lý

### Vị trí địa lý
Thành phố Việt Trì nằm ở phía đông của tỉnh Phú Thọ, nằm cách trung tâm thủ đô Hà Nội khoảng 70 km về phía tây bắc, cách cửa khẩu quốc tế Lào Cai khoảng 350 km về phía đông, cách trung tâm thành phố Hải Phòng khoảng 140 km về phía tây bắc, có vị trí địa lý:
- Phía đông giáp huyện Vĩnh Tường và huyện Lập Thạch thuộc tỉnh Vĩnh Phúc
- Phía tây giáp huyện Lâm Thao
- Phía nam giáp huyện Ba Vì, thành phố Hà Nội
- Phía bắc giáp huyện Phù Ninh và huyện Sông Lô, tỉnh Vĩnh Phúc.

Các điểm cực của thành phố là:
- Cực Bắc: Xóm Dầm, xã Kim Đức.
- Cực Tây: Xóm Vàng, xã Chu Hóa.
- Cực Nam: Khu Mộ Chu Hạ, Phường Bạch Hạc.
- Cực Đông: Xóm Vinh Quang, xã Sông Lô.

### Khí hậu
Thành phố Việt Trì nằm trong vùng khí hậu cận nhiệt đới ẩm, có một mùa đông lạnh sâu sắc với trên ba tháng nhiệt độ xuống dưới 18 độ C, nét đặc trưng của Miền Bắc Việt Nam.
- Nhiệt độ trung bình năm khoảng 23 độ C.
- Lượng mưa trung bình trong năm khoảng 1.600 đến 1.800 mm.
- Độ ẩm trung bình trong năm tương đối lớn, khoảng 85 – 87%.

| Dữ liệu khí hậu của Việt Trì                                 | Dữ liệu khí hậu của Việt Trì | Dữ liệu khí hậu của Việt Trì | Dữ liệu khí hậu của Việt Trì | Dữ liệu khí hậu của Việt Trì | Dữ liệu khí hậu của Việt Trì | Dữ liệu khí hậu của Việt Trì | Dữ liệu khí hậu của Việt Trì | Dữ liệu khí hậu của Việt Trì | Dữ liệu khí hậu của Việt Trì | Dữ liệu khí hậu của Việt Trì | Dữ liệu khí hậu của Việt Trì | Dữ liệu khí hậu của Việt Trì | Dữ liệu khí hậu của Việt Trì |
| Tháng                                                        | 1                            | 2                            | 3                            | 4                            | 5                            | 6                            | 7                            | 8                            | 9                            | 10                           | 11                           | 12                           | Năm                          |
| ------------------------------------------------------------ | ---------------------------- | ---------------------------- | ---------------------------- | ---------------------------- | ---------------------------- | ---------------------------- | ---------------------------- | ---------------------------- | ---------------------------- | ---------------------------- | ---------------------------- | ---------------------------- | ---------------------------- |
| Cao kỉ lục °C (°F)                                           | 31.8 (89.2)                  | 33.8 (92.8)                  | 35.6 (96.1)                  | 38.5 (101.3)                 | 41.2 (106.2)                 | 41.4 (106.5)                 | 39.9 (103.8)                 | 39.2 (102.6)                 | 37.0 (98.6)                  | 34.8 (94.6)                  | 34.8 (94.6)                  | 32.0 (89.6)                  | 41.4 (106.5)                 |
| Trung bình ngày tối đa °C (°F)                               | 19.5 (67.1)                  | 20.5 (68.9)                  | 23.3 (73.9)                  | 27.6 (81.7)                  | 31.7 (89.1)                  | 33.0 (91.4)                  | 32.9 (91.2)                  | 32.3 (90.1)                  | 31.5 (88.7)                  | 29.1 (84.4)                  | 25.7 (78.3)                  | 21.9 (71.4)                  | 27.4 (81.3)                  |
| Trung bình ngày °C (°F)                                      | 16.4 (61.5)                  | 17.5 (63.5)                  | 20.3 (68.5)                  | 24.1 (75.4)                  | 27.4 (81.3)                  | 28.9 (84.0)                  | 28.9 (84.0)                  | 28.4 (83.1)                  | 27.4 (81.3)                  | 25.1 (77.2)                  | 21.6 (70.9)                  | 18.0 (64.4)                  | 23.7 (74.7)                  |
| Tối thiểu trung bình ngày °C (°F)                            | 14.3 (57.7)                  | 15.6 (60.1)                  | 18.3 (64.9)                  | 21.7 (71.1)                  | 24.4 (75.9)                  | 25.9 (78.6)                  | 26.1 (79.0)                  | 25.7 (78.3)                  | 24.7 (76.5)                  | 22.4 (72.3)                  | 18.9 (66.0)                  | 15.4 (59.7)                  | 21.1 (70.0)                  |
| Thấp kỉ lục °C (°F)                                          | 5.0 (41.0)                   | 5.4 (41.7)                   | 7.7 (45.9)                   | 13.0 (55.4)                  | 16.7 (62.1)                  | 20.1 (68.2)                  | 20.3 (68.5)                  | 21.7 (71.1)                  | 17.3 (63.1)                  | 13.1 (55.6)                  | 9.7 (49.5)                   | 4.4 (39.9)                   | 4.4 (39.9)                   |
| Lượng Giáng thủy trung bình mm (inches)                      | 29.7 (1.17)                  | 30.0 (1.18)                  | 45.4 (1.79)                  | 96.1 (3.78)                  | 186.2 (7.33)                 | 247.8 (9.76)                 | 267.6 (10.54)                | 295.1 (11.62)                | 191.6 (7.54)                 | 131.0 (5.16)                 | 53.3 (2.10)                  | 22.5 (0.89)                  | 1.596,2 (62.84)              |
| Số ngày giáng thủy trung bình                                | 11.4                         | 12.6                         | 15.4                         | 13.9                         | 14.8                         | 15.1                         | 16.5                         | 16.4                         | 12.4                         | 9.5                          | 7.9                          | 6.8                          | 152.7                        |
| Độ ẩm tương đối trung bình (%)                               | 83.6                         | 84.7                         | 85.7                         | 85.9                         | 82.5                         | 81.9                         | 83.0                         | 84.3                         | 82.9                         | 81.3                         | 80.6                         | 79.9                         | 83.0                         |
| Số giờ nắng trung bình tháng                                 | 65.5                         | 49.0                         | 48.9                         | 90.2                         | 170.8                        | 165.7                        | 183.1                        | 175.4                        | 173.7                        | 156.2                        | 131.6                        | 113.1                        | 1.517                        |
| Nguồn: Vietnam Institute for Building Science and Technology |                              |                              |                              |                              |                              |                              |                              |                              |                              |                              |                              |                              |                              |

## Hành chính
Thành phố Việt Trì có 20 đơn vị hành chính cấp xã trực thuộc, bao gồm 11 phường: Bạch Hạc, Dữu Lâu, Gia Cẩm, Minh Nông, Minh Phương, Nông Trang, Tân Dân, Thanh Miếu, Thọ Sơn, Tiên Cát, Vân Phú và 9 xã: Chu Hóa, Hùng Lô, Hy Cương, Kim Đức, Phượng Lâu, Sông Lô, Thanh Đình, Thụy Vân, Trưng Vương.
| Tên         | Diện tích (km²) | Dân số (người) |
| ----------- | --------------- | -------------- |
| Phường (11) |                 |                |
| Bạch Hạc    | 4,50            | 7.344          |
| Dữu Lâu     | 6,31            | 11.818         |
| Gia Cẩm     | 1,94            | 20.108         |
| Minh Nông   | 10,53           | 11.609         |
| Minh Phương | 3,27            | 8.600          |
| Nông Trang  | 2,90            | 24.731         |
| Tân Dân     | 1,34            | 8.827          |
| Thanh Miếu  | 2,08            | 12.421         |
| Thọ Sơn     | 3,44            | 12.853         |
| Tiên Cát    | 3,55            | 16.654         |
| Vân Phú     | 9,23            | 14.044         |

| Tên         | Diện tích (km²) | Dân số (người) |
| ----------- | --------------- | -------------- |
| Xã (9)      |                 |                |
| Chu Hóa     | 9,31            | 6.397          |
| Hùng Lô     | 1,98            | 6.455          |
| Hy Cương    | 7,07            | 5.585          |
| Kim Đức     | 8,89            | 9.488          |
| Phượng Lâu  | 5,27            | 5.069          |
| Sông Lô     | 5,36            | 5.155          |
| Thanh Đình  | 7,90            | 7.628          |
| Thụy Vân    | 9,86            | 14.200         |
| Trưng Vương | 5,72            | 8.675          |

## Kinh tế - xã hội

### Kinh tế
Việt Trì là thành phố công nghiệp đầu tiên của miền Bắc Việt Nam. Thành phố có nhiều tiềm năng phát triển công, nông, thương nghiệp và dịch vụ. Các ngành công nghiệp phát triển gồm có: hóa chất, giấy, may mặc,...
Trên địa bàn thành phố tập trung nhiều nhà máy, xí nghiệp, công ty có quy mô sản xuất công nghiệp với tỷ trọng lớn, hằng năm đóng góp một lượng lớn nguồn ngân sách của tỉnh và giải quyết việc làm cho nhiều lao động cũng như một số khu đô thị mới như: Minh Phương, Bắc Việt Trì, Nam Việt Trì, Tây Nam Việt Trì, Minh Phương - Thụy Vân, khu đô thị Nam Đồng Mạ, Vườn đồi Ong Vàng, Trầm Sào, Nam Đồng Lạc Ngàn, Hòa Phong,...

#### Các khu, cụm công nghiệp tại Việt Trì
- Khu công nghiệp Thụy Vân
- Cụm công nghiệp Bạch Hạc
- Cụm công nghiệp nam Việt Trì
- Cụm công nghiệp làng nghề Phượng Lâu I
- Cụm công nghiệp làng nghề Phượng Lâu II.

#### An ninh quốc phòng
Bộ tư lệnh Quân khu 2 đóng tại thành phố Việt Trì có nhiệm vụ tổ chức, xây dựng, quản lý và chỉ huy quân đội chiến đấu chống giặc ngoại xâm bảo vệ vùng Tây Bắc Việt Nam và bảo vệ thủ đô Hà Nội từ phía tây và tây bắc. Quân khu bao gồm 9 tỉnh: Vĩnh Phúc (vùng đồng bằng sông Hồng), Phú Thọ, Tuyên Quang, Hà Giang (vùng Đông Bắc Bộ), Yên Bái, Lào Cai, Sơn La, Điện Biên và Lai Châu (vùng Tây Bắc Bộ) là một trong 7 quân khu trực thuộc Bộ Quốc phòng Việt Nam.

### Xã hội

#### Giáo dục
Các trường tiểu học:
- Trường TH Thống Nhất
- Trường TH Vân Cơ
- Trường TH Thọ Sơn: Đường Hai Bà Trưng, phường Thọ Sơn
- Trường TH Đinh Tiên Hoàng: Khu 6B, phường Nông Trang
- Trường TH Gia Cẩm: Phường Gia Cẩm
- Trung tâm BTTEMCTT Việt Trì
- Trường TH Bạch Hạc
- Trường TH Chính Nghĩa
- Trường TH Chu Hóa
- Trường TH Dữu Lâu
- Trường TH Hòa Bình
- Trường TH Hy Cương
- Trường TH Kim Đức
- Trường TH Minh Nông
- Trường TH Minh Phương
- Trường TH Phượng Lâu
- Trường TH Sông Lô
- Trường TH Tân Dân
- Trường TH Tân Đức
- Trường TH Thanh Miếu
- Trường TH Thanh Đình
- Trường TH Thụy Vân
- Trường TH Tiên Cát
- Trường TH Tiên Dung
- Trường TH Trưng Vương
- Trường TH Vân Phú
- Trường TH Hùng Lô

Các trường Trung học cơ sở:
- Trường THCS Vân Cơ
- Trường THCS Gia Cẩm
- Trường THCS Văn Lang
- Trường THCS Lý Tự Trọng
- Trường THCS Tân Dân
- Trường THCS Tiên Cát
- Trường THCS Thọ Sơn
- Trường THCS Nông Trang
- Trường THCS Dữu Lâu
- Trường THCS Minh Phương
- Trường THCS Hạc Trì
- Trường THCS Vân Phú-Manduk
- Trường THCS Bạch Hạc
- Trường THCS Thụy Vân
- Trường THCS Trưng Vương
- Trường THCS Thanh Đình
- Trường THCS Chu Hoá
- Trường THCS Kim Đức
- Trường THCS Phượng Lâu
- Trường THCS Hùng Lô
- Trường THCS Sông Lô
- Trường THCS Hy Cương
- Trường THCS Tân Đức

Các trường Trường THCS Phổ thông liên cấp Chất lượng cao:
- Trường Phổ thông Liên cấp Hùng Vương: Phường Nông Trang.

Các trường trung học phổ thông tại Việt Trì:
- Trường THPT Chuyên Hùng Vương: Xã Trưng Vương, phường Thanh Miếu, Việt Trì, Phú Thọ
- Trường THPT Việt Trì: Đường Lê Quý Đôn, phường Gia Cẩm
- Trường THPT Công nghiệp Việt Trì: Khu đô thị Nam Đồng Mạ, phường Thanh Miếu
- Trường THPT Kỹ thuật Việt Trì: Đường Hùng Vương, phường Vân Phú
- Trường PT Herman Gmeiner: Đường Châu Phong, phường Dữu Lâu
- Trường THPT Dân lập Nguyễn Tất Thành: Đường Nguyễn Tất Thành, phường Gia Cẩm
- Trường THPT Dân Lập Vũ Thê Lang: Đường Châu Phong, phường Tân Dân
- Trường THPT Dân Lập Trần Phú: Đường Lý Tự Trọng, phường Thanh Miếu.
- Trường THPT Chất lượng cao Văn Lang: Đường Hùng Vương, phường Gia Cẩm.
- Trường THPT Chất lượng cao Hùng Vương: phường Nông Trang.

Các trường trung cấp:
- Trường Trung cấp nghề và công nghệ vận tải Phú Thọ: Đường Trần Nguyên Hãn, phường Thanh Miếu
- Trường Trung cấp Nghiệp vụ sông Hồng: Đường Vũ Duệ, phường Nông Trang
- Trường Trung cấp Nghề HERMAN GMEINER: KĐT Vườn đồi Ong Vàng, phường Dữu Lâu.

Các trường cao đẳng:
- Trường Cao đẳng Công nghiệp thực phẩm: Đường Nguyễn Tất Thành, phường Tân Dân
- Trường Cao đẳng Y Dược Fushico: Đường Hùng Vương, phường Gia Cẩm
- Trường Cao đẳng Nghề Phú Thọ: Đường Hùng Vương, phường Vân Phú
- Trường Cao đẳng Kinh tế Kỹ thuật Phú Thọ: Đường Nguyễn Tất Thành, phường Thọ Sơn
- Trường Cao đẳng nghề số 02 - BQP cơ sở 2 (Khoa CNTT): Đường Hùng Vương, phường Gia Cẩm.

Các trường đại học:
- Trường Đại học Hùng Vương: Cơ sở 1, đường Nguyễn Tất Thành, phường Nông Trang
- Trường Đại học Công nghiệp Việt Trì: Cơ sở 2, đường Tiên Sơn, phường Tiên Cát
- Trường Đại học Dự bị dân tộc Trung ương: Số 19, đường Trần Phú, phường Tân Dân.[19]

#### Y tế

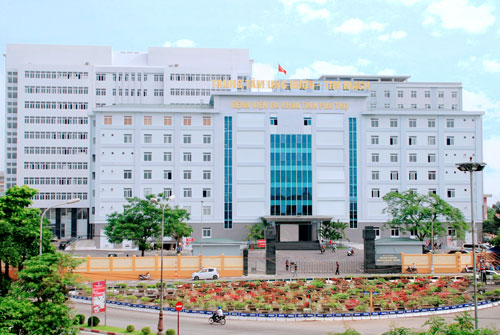
Bệnh viện Đa khoa Phú Thọ

- Bệnh viện Đa khoa tỉnh Phú Thọ: Đường Nguyễn Tất Thành, phường Tân Dân[20]
- Bệnh viện Xây dựng Việt Trì: Đường Long Châu Sa, phường Thọ Sơn
- Bệnh viện Y học cổ truyền và phục hồi chức năng tỉnh Phú Thọ: Đường Trần Phú, phường Gia Cẩm
- Bệnh viện Mắt: Phố Ẩm Thực, Đường Nguyễn Du, phường Nông Trang
- Bệnh viên Công An tỉnh Phú Thọ: Đường Trần Phú, phường Dữu Lâu[21]
- Bệnh viện Nhi (đang xây): Xã Phượng Lâu
- Bệnh viện Sản nhi tỉnh Phú Thọ: Đường Nguyễn Tất Thành, phường Nông Trang.
- Bệnh viện Đa khoa Việt Đức: Đường Phù Đổng, xã Phượng Lâu.

## Dân số

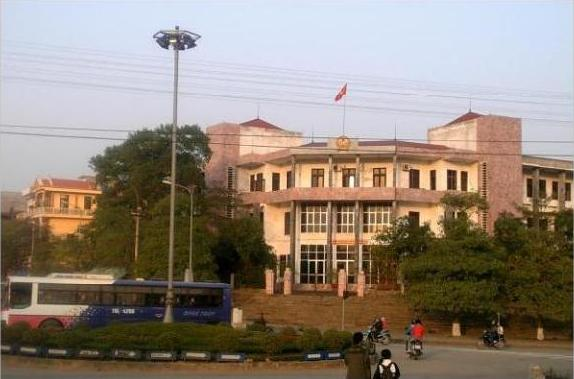
Tòa án tỉnh Phú Thọ

Thành phố Việt Trì hiện nay có 11.175,11 ha diện tích tự nhiên và có dân số năm 2019 là 214.777 người.

## Giao thông
Việt Trì với vai trò là thành phố công nghiệp, vị trí là thành phố ngã ba sông và đang phấn đấu trở thành thành phố lễ hội về với cội nguồn nên trong những năm gần đây cơ sở hạ tầng của thành phố được đầu tư xây dựng khá đồng bộ. Nhiều tuyến đường được đầu tư cải tạo, nâng cấp, xây mới theo đúng tiêu chuẩn đường nội thị đảm bảo giao thông luôn được thông suốt. Việc vận chuyển hàng hoá thuận lợi trên cả đường ôtô, đường sắt, đường sông,...
Thành phố Việt Trì có các hệ thống cảng sông: Cảng Bạch Hạc (Phường Bạch Hạc), Cảng Việt Trì (Phường Bến Gót), Cảng Dữu Lâu (Phường Dữu Lâu).
Thành phố Việt Trì có quốc lộ 2 nối thủ đô Hà Nội với các tỉnh thuộc tiểu vùng Tây Bắc, đồng thời còn có tuyến đường sắt Hà Nội - Lào Cai chạy qua nơi này, tuyến đường cao tốc Lào Cai Nội Bài cách không xa địa phận thành phố.
Các cây cầu: trong nội thị có cầu Việt Trì và cầu Hạc Trì, ngoài ra còn có cầu Văn Lang (nối với huyện Ba Vì, Hà Nội) và cầu Vĩnh Phú (nối với huyện Sông Lô, tỉnh Vĩnh Phúc).

### Các tuyến đường chính ở Việt Trì
- Đại lộ Hùng Vương: là con đường dài và đẹp nhất thành phố Việt Trì, đây là đường quốc lộ 2 với tên đường giống thành phố Cam Ranh và thành phố Thanh Hóa, bắt từ cầu Việt Trì tới ngã ba Đền Hùng rẽ vào tới cổng chính Đền Hùng với tổng chiều dài là 19,7 km, ở giữa là dải phân cách có hệ thống đèn cao áp và đèn trang trí cùng với rất nhiều các biển quảng cáo, các pa-nô, áp phích tạo nên sự rực rỡ cho con đường về đêm.

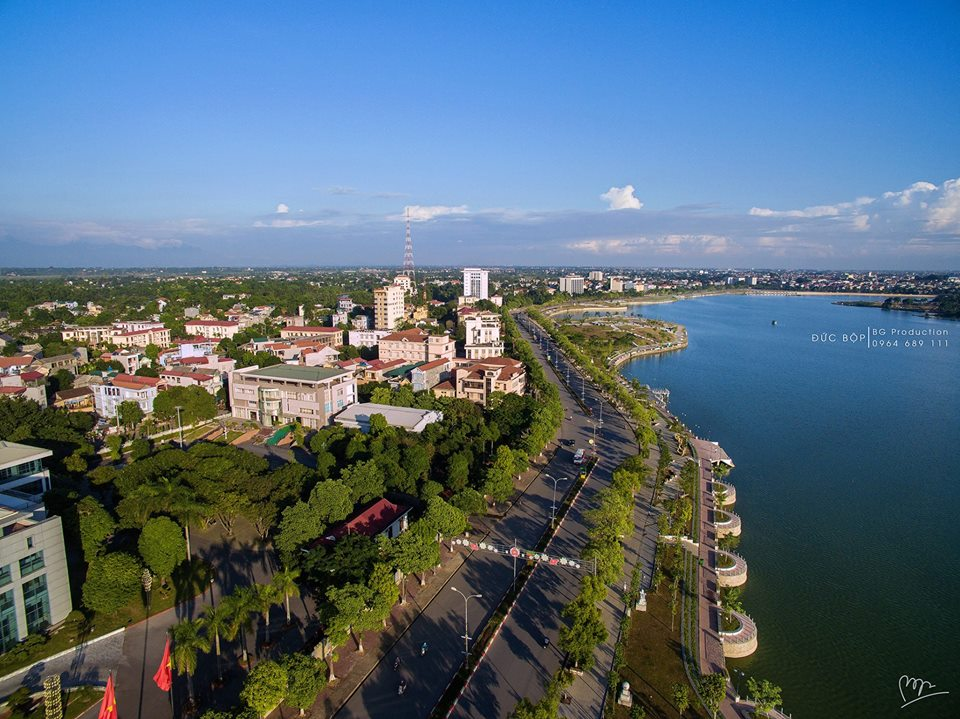
Đường Nguyễn Tất Thành đoạn Công viên Văn Lang

- Đường Nguyễn Tất Thành đoạn Công viên Văn LangĐường Nguyễn Tất Thành: có điểm đầu giao với đường Hùng Vương tại ngã năm phường Bến Gót đến cổng chính Đền Hùng, chiều dài toàn tuyến là 15.5 km[22]. Hầu hết các cơ quan của tỉnh Phú Thọ nằm trên con đường này.
- Đường Âu Cơ: đây nguyên là đường đê Sông Lô, phần lớn chạy qua xã Sông Lô, xã Trưng Vương, P. Dữu Lâu, xã Phượng Lâu, xã Hùng Lô. Điểm đầu nối với đường Hùng Vương ở địa phận xã Sông Lô - cách cầu Việt Trì 300m, điểm cuối là cổng chợ Xốm - xã Hùng Lô, tổng chiều dài 17,1 km.
- Đường Lạc Long Quân: dài 16,5 km, nguyên đây là 2/3 của đường Sông Thao cũ, bắt đầu từ cầu Việt Trì (xã Sông Lô) đến ngã ba chợ Nú (P. Minh Nông) rẽ lên đê sông Thao đến hết xã Thụy Vân, ranh giới thành phố Việt Trì với xã Cao Xá, huyện Lâm Thao.
- Đường Nguyệt Cư : dài 2 km, đây là 1/3 của đường Sông Thao cũ, bắt đầu từ ngã ba chợ Nú (P. Minh Nông) từ đường Lạc Long Quân đến ngã ba Vân Cơ nối với đường Hùng Vương.
- Đường Tiên Dung: là tuyến đường nối từ đường Trần Phú, trước cổng Bảo tàng Hùng Vương đến đường Hai Bà Trưng, đây là con đường chạy ven công viên Văn Lang - điểm nhấn của thành phố Việt Trì. Con đường này nằm trên địa bàn P.Tiên Cát.
- Đường Trần Nguyên Hãn: kéo dài từ đường Lạc Long Quân đến đường Vũ Thê Lang, nằm trên địa bàn hai phường là Thanh Miếu và Bến Gót.
- Đường Mai An Tiêm: kéo dài từ đường Nguyễn Tất Thành đến phố Thiều Hoa.
- Đường Hai Bà Trưng: nối từ đường Lạc Long Quân đến đường Nguyễn Tất Thành và sẽ nối với đường Vũ Thê Lang, đây là con đường nằm trên địa bàn P.Thọ Sơn và xã Trưng Vương.
- Đường Trần Phú: là con đường nối từ đường Hùng Vương đến đường Âu Cơ tại bến phà Đức Bác (P. Dữu Lâu) với tổng chiều dài là 6 km. Con đường này chạy qua các phường Tiên Cát, Gia Cẩm, Tân Dân và Dữu Lâu.
- Đường Châu Phong: nối từ đường Hùng Vương đến đường Trần Phú với tổng chiều dài khoảng 3,5 km, đi qua các phường Gia Cẩm, Tân Dân.
- Đường Quang Trung (trước đây là đường Hòa Phong cũ): nối từ đường Hùng Vương đến đường Trần Phú với tổng chiều dài 2 km. Điều đặc sắc của con đường này là ở giữa có dải phân cách rộng, có đường dạo (hiện đã dỡ bỏ tại phường Nông Trang), con đường này chạy qua các phường là Gia Cẩm, Nông Trang, Tân Dân và Dữu Lâu. Nhưng không hiểu thành phố thế nào mà lại đổi tên thành đường Quang Trung, khi mà tên con đường này đã ăn sâu vào tiềm thức của người dân Việt Trì, trong khi hàng quán ở đây vẫn lấy tên Hoà Phong.
- Đường Nguyễn Du: nối từ đường Hùng Vương đến đường Trần Phú, đi qua các phường là Nông Trang, Tân Dân và Dữu Lâu.
- Đường Đại Nải: nối từ đường Hùng Vương đến hết khu đô thị Minh Phương, trên con đường này có điểm nhấn là Nhà máy Dệt Vĩnh Phú rất nổi tiếng.
- Đường Vũ Thê Lang: bắt đầu từ đường Trần Phú đến đường Nguyễn Tất Thành, con đường này có hình vòng cung dài 5 km đi qua các phường xã là Dữu Lâu, Trưng Vương, Thanh Miếu, Sông Lô, Bến Gót.
- Đường Tản Viên: nối từ đường Hùng Vương đến đường Âu Cơ đi qua các phường Vân Cơ, Vân Phú, Dữu Lâu và một phần của xã Phượng Lâu.
- Đường Trần Toại: nối từ đường Hùng Vương đến đường Phù Đổng (gần nút giao IC7 - Cao tốc Nội Bài - Lào Cai) đi trong phường Vân Phú và xã Phượng Lâu.
- Đường Trường Chinh: nối từ đường Phù Đổng đến đường Lạc Long Quân, đi qua các Khu công nghiệp Thuỵ Vân, đi qua các phường Vân Phú, Thụy Vân và xã Phượng Lâu.
- Đường Lạc Hồng: nối từ đường Hùng Vương đến hết xã Hy Cương, vốn là QL32C, đây là con đường đặc biệt đi qua đền Quốc Tổ Lạc Long Quân.
- Đường Lữ Gia: nối từ đường Trường Chinh (trường CĐ.Nghề) đến đường Hùng Vương (cổng vào Đền Hùng), qua phường Vân Phú và xã Hy Cương.
- Đường Văn Lang: chính là đoạn quốc lộ 2 chạy qua 2 xã Kim Đức và Hy Cương, khi mà đường Hùng Vương đến cổng biểu tượng đền Hùng rẽ quặt vào trong phía đền Hùng thì đoạn còn lại của quốc lộ 2 chạy qua thành phố Việt Trì lấy tên là Văn Lang, với chiều dài khoảng 700m đến hết địa phận thành phố.
- Đường Bạch Hạc, đường Nhị Hà và đường Trần Nhật Duật là ba con đường chính chạy trên địa bàn Phường Bạch Hạc.

### Các con phố chính
P. Trần Nhật Duật, P. Phong Châu, P. Đoàn Kết, P. Kiến Thiết, P. Hoa Long, P. Thạch Khanh, P. Việt Hưng, P. Nguyễn Văn Dốc, P. Lý Tự Trọng, P. Đồi Cam, P. Thanh Hà, P. Long Châu Sa, P. Tam Long, P. Gát, P. Sông Thao P. Minh Lang, P. Tân Xương, P. Bảo Hoa, P. Tiên Sơn, P. Tiên Phú, P. Làng Cả, P. Hàm Nghi, P. Hà Chương, P. Lê Quý Đôn, P. Phan Chu Trinh, P. Hà Liễu, P. Kim Đồng, P. Võ Thị Sáu, P. Lê Văn Tám, P. Nguyễn Thái Học, P. Hoàng Hoa Thám, P. Nguyễn Quang Bích, P. Đinh Tiên Hoàng, P. Vũ Duệ, P. Xuân Nương, P. Tản Đà, P. Đặng Minh Khiêm, P. Đinh Công Tuấn, P. Đỗ Nhuận, P. Tân Việt, P. Nguyễn Thị Minh Khai, P. Thiều Hoa, P. Hàn Thuyên, P. Đồi Giàm, P. Ngô Tất Tố, P. Tô Vĩnh Diện,P. Hồ Xuân Hương,P. Lê Đồng, P. Đông Sơn, P. Gò Mun, P.Nguyễn Trãi, P.Đốc Ngữ, P.Lâm Thắng, P.Lăng Cẩm, P.Lê Đồng, P.Ngọc Hoa, P.Quế Hoa, P.Đồi Xuôi, P.Hoa Vương, P.Hùng Quốc Vương, P.Sau Da, P.Chu Văn An, P. Mã Lao, P.Đào Duy Kỳ, P.Tân Thuận, P.Tân Bình, P.Tân Xuân, P.Tân Thành, P.Văn Cao, P.Nguyễn Đốc Bật, P.Tiền Phong, P.Anh Dũng, P.30/4, P.Hồng Hà,...

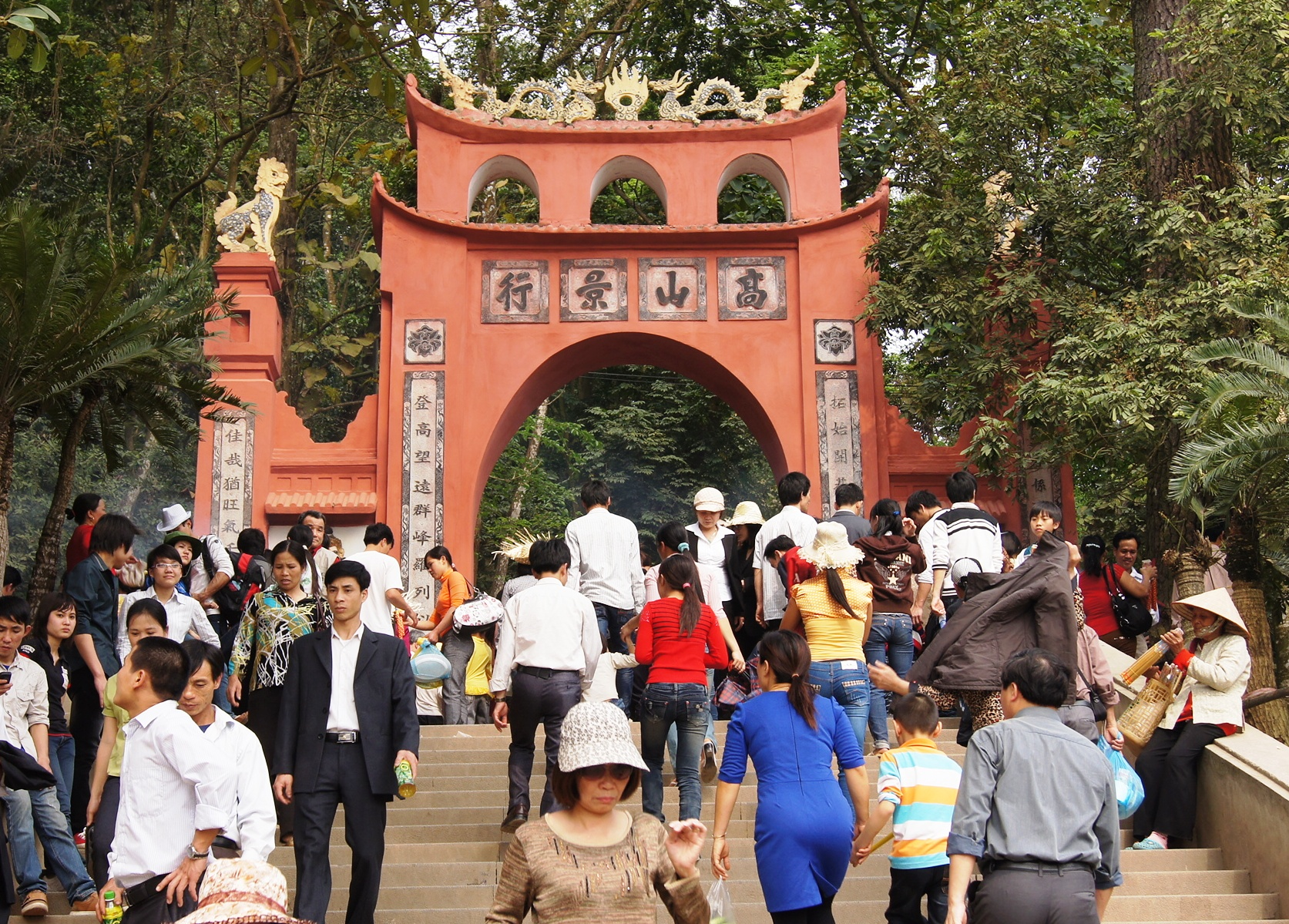
Khu DTLS Đền Hùng

## Văn hóa - Du lịch
Thành phố Việt Trì là trung tâm du lịch của tỉnh Phú Thọ và các tỉnh miền núi phía Bắc. Nơi đây có khu di tích lịch sử Đền Hùng nổi tiếng hàng năm đón trên 6 triệu lượt khách hành hương về đây vào mỗi dịp 10/3 (âl) và nhiều danh lam thắng cảnh đẹp khác.

### Đặc sản
Về ẩm thực, xưa Việt Trì nổi tiếng với cá Anh Vũ, một loại cá nước ngọt chỉ thấy xuất hiện tại ngã ba sông. Hiện nay, những quán cá lăng sông và thịt chó hấp dẫn du khách đến với thành phố ngã ba sông.

### Khu di tích lịch sử Đền Hùng
Quần thể di tích đền Hùng nằm từ chân núi đến đỉnh ngọn núi Nghĩa Lĩnh cao 175 mét (núi có những tên gọi như Núi Cả, Nghĩa Lĩnh, Nghĩa Cương, Hy Cương, Hy Sơn, Bảo Thiếu Lĩnh, Bảo Thiếu Sơn), thuộc địa phận xã Hy Cương, thành phố Việt Trì, tỉnh Phú Thọ, trong khu rừng được bảo vệ nghiêm ngặt giáp giới với những xã thuộc huyện Lâm Thao, Phù Ninh và vùng ngoại ô thành phố Việt Trì, cách trung tâm thành phố Việt Trì khoảng 10 km. Khu vực đền Hùng ngày nay nằm trong địa phận của kinh đô Phong Châu của quốc gia Văn Lang cổ xưa. Theo cuốn Ngọc phả Hùng Vương, đương thời các Vua Hùng đã cho xây dựng điện Kính Thiên tại khu vực núi Nghĩa Lĩnh này. Khu di tích lịch sử được coi là trung tâm lớn nhất của Tín ngưỡng Thờ cúng Hùng Vương. Tối ngày 6/12/2012, tại kỳ họp lần thứ 7 Ủy ban liên chính phủ về bảo vệ di sản văn hóa phi vật thể đang diễn ra ở Paris (Pháp), Tổ chức Giáo dục, Khoa học và Văn hóa của Liên hợp quốc (UNESCO) đã chính thức thông qua quyết định công nhận Tín ngưỡng thờ cúng Hùng Vương ở Phú Thọ là Di sản văn hóa phi vật thể đại diện của nhân loại. Tính đến thời điểm này, "Tín ngưỡng thờ cúng Hùng Vương" là di sản duy nhất ở loại hình tín ngưỡng của Việt Nam được UNESCO vinh danh.
Khu di tích gồm các khu vực chính: Đền Hạ, Đền Trung, Chùa Thiền Quang, Đền Thượng, Lăng Vua Hùng, Đền Giếng, Đền Mẫu Âu Cơ(xã Hy Cương), Đền Lạc Long Quân(xã Chu Hóa) và rất nhiều các di tích lịch sử gắn liền với thời kỳ Hùng Vương nằm rải rác trên địa bàn thành phố.

### Hát xoan

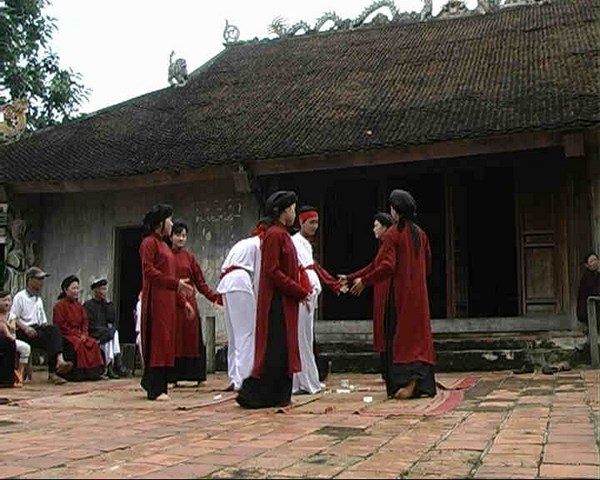
Hát Xoan

Hát xoan là loại hình dân ca lễ nghi phong tục hát thờ thần, thành hoàng với hình thức nghệ thuật đa yếu tố: có nhạc, hát, múa; thường được biểu diễn vào dịp đầu xuân, phổ biến ở vùng đất tổ Hùng Vương. Ngày 24/11/2011, tại Hội nghị lần thứ sáu của Ủy ban liên chính phủ về Bảo tồn Di sản văn hóa phi vật thể của UNESCO tổ chức tại Bali - Indonesia, Hồ sơ Hát Xoan - Phú Thọ của Việt Nam đã được công nhận là Di sản văn hóa phi vật thể của nhân loại.
Trên địa bàn thành phố Việt Trì hiện có bốn phường xoan cổ là An Thái, Phù Đức, Kim Đới và Thét nằm ở hai xã Kim Đức và Phượng Lâu.Các di tích lịch sử gắn liền với loại hình nghệ thuật này nằm trên địa bàn Việt Trì như: Đình An Thái, Đình Thét, Đình làng Kim Đới, miếu Lãi Lèn...

### Tôn Giáo
Có rất nhiều tôn giáo được tập chung nơi đây, nhưng 2 tôn giáo tiêu biểu nhất là: Phật giáo và Công giáo.
- Phật giáo: Đình và chùa nhiều và trải đều ở mọi nơi, người dân nơi đây phần lớn đều theo đạo giáo này và đạo phật đã được lưu truyền ở nơi đây từ rất xưa và được xem như 1 truyền thống dân tộc. Phật giáo chiếm đến 60% dân số trên địa bàn thành phố.
- Công giáo: Được lưu nhập sau phật giáo nhưng cũng là một tôn giáo lớn qua độ phổ biến là 38% cả thành phố. Nổi tiếng với biệt danh là: "ngôi làng của chúa"  thôn làng Nỗ Lực (thuộc xã thụy vân) hầu hết 95% người dân nơi đây có tôn giáo là Công giáo và có một nhà thờ rất lớn và cổ thu hút du lịch do người dân thôn làng này tự đầu tư và xây dựng.

### Các di tích lịch sử-văn hóa[26]
- Phường Bạch Hạc: Đền Mộ Chúa Thượng, Đền Mộ Chu Hạ, Đền Lang Đài, Đền Mẫu Tam Giang Thượng, Đền Quách A Nương, Đền Tam Giang, Chùa Đại Bi.
- Phường Thanh Miếu: Đình Tràng Đông, Đình Tràng Nam
- Phường Thọ Sơn: Làng Cả, Hoa Long Tự, Đình làng Việt Trì.
- Phường Tiên Cát: Lầu Kén Rể, Đền Tiên, Đền Chi Cát, Chùa Phúc Long.
- Phường Nông Trang: Đình Nông Trang, Đình Nghè.
- Phường Dữu Lâu: Đình Dữu Lâu, Đình Bảo Đà, Đình Hương Trầm, Đình Miếu Quế Trạo.
- Phường Vân Phú: Hương Long Tự, Đình Phú Nham, Văn Long Tự, Đền Văn Luông, Chùa Thông.
- Phường Minh Nông: Đàn Tịch Điền, Chùa Khánh Nguyên,
- Phường Minh Phương: Đền Chùa Phương Châu, Đình Phú Hữu, Miếu Bà Tốc, Tiên Phú Tự, Đình Phú Nông,Chùa Linh Quang, Chùa Thiên Phúc
- Phường Tân Dân: Chùa Mậu Xi.
- Xã Phượng Lâu: Mộ Trần Toại, Đình Vũ Thị Thục Nương,Đình Nghè, Đình Phượng Lâu, Đình Phượng An, Rừng Cấm, Đình An Thái.
- Xã Hùng Lô: Đình Hùng Lô.
- Xã Kim Đức: Đình Hội, Đình Cháy, Đình làng Kim Đới, Đình Thét, Miếu Lãi Lèn.
- Xã Chu Hóa: Đình Đông, Đền Lạc Long Quân.
- Xã Thanh Đình: Đình Thanh Đình, Gò Giữa, Gò Dạ, Gò De, Gò Ghệ, Gò Tế Thánh, Lảu Quân, Oa Nhà Nít, Oa Bàn Cờ, Rừng Quân, Đồi Nhà Sàn, Đồi Nhà Bò, Chùa Rối, Ao Rối.
- Xã Hy Cương: Đền Hạ, Đền Trung, Chùa Thiền Quang, Đền Thượng, Lăng Vua Hùng, Đền Giếng, Am Đường Tự, Đình Cổ Tích, Đền Mẫu Âu Cơ.
- Xã Thụy Vân: Nhà Thờ Giáo Xứ Nỗ Lực,Chùa Long Kiều, Chùa Thượng Lâm Tự, Phúc Lâm Tự, Đền Thượng Thụy Vân, Đền Mẫu Thụy Vân, Đền Thượng Cẩm Đội.
- Xã Trưng Vương: A Ốc Tự, Đình đền Hương Lan, Thiên Cổ Miếu, Miếu Cây Da Bò, Miếu Xóm Uơm, Bối Linh Tự, Đình Nội Lâu Thượng, Đình Ngoại Lâu Thượng.
- Xã Sông Lô: Đình Hòa Phong, Đình chùa Chàng Vàng, Chùa Bảo Ngạn, Đình Trần Hưng Đạo, Đình Đoàn Kết, Đình Trung Hậu, Miếu Trần Hưng Đạo, Quế Lâm Tự.

### Các di tích khảo cổ học
Có 3 di tích khảo cổ học lớn nằm trên địa bàn thành phố là: Di chỉ khảo cổ học Làng Cả (phường Thọ Sơn), Khu khảo cổ học Gò Mã Lao (phường Minh Nông), Khu di chỉ khảo cổ Gò De (xã Thanh Đình)

### Các bảo tàng
- Bảo tàng Hùng Vương (Đ. Trần Phú - P.Gia Cẩm - TP. Việt Trì)
- Bảo tàng Hùng Vương (KDTLS Đền Hùng - Xã Hy Cương - TP. Việt Trì)
- Bảo tàng Quân khu II (Đ. Hùng Vương - P.Vân Phú - TP. Việt Trì)

## Phát triển đô thị

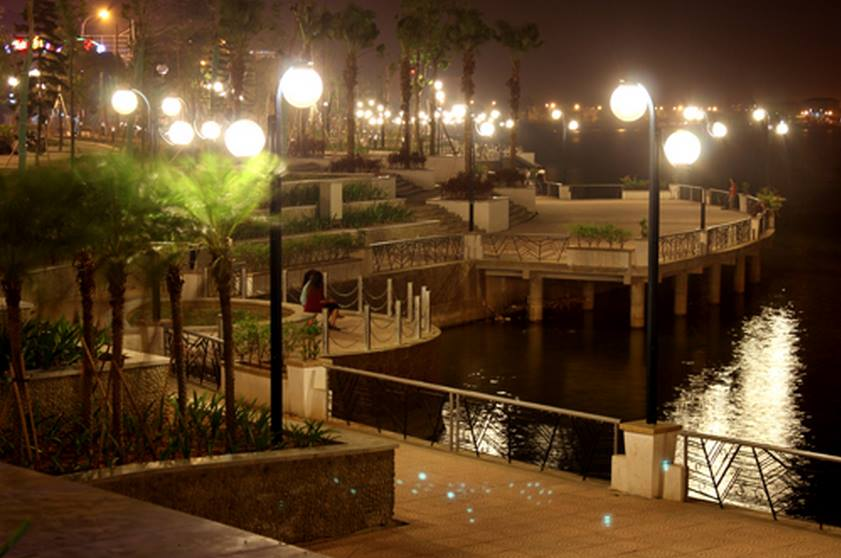
Công viên Văn Lang

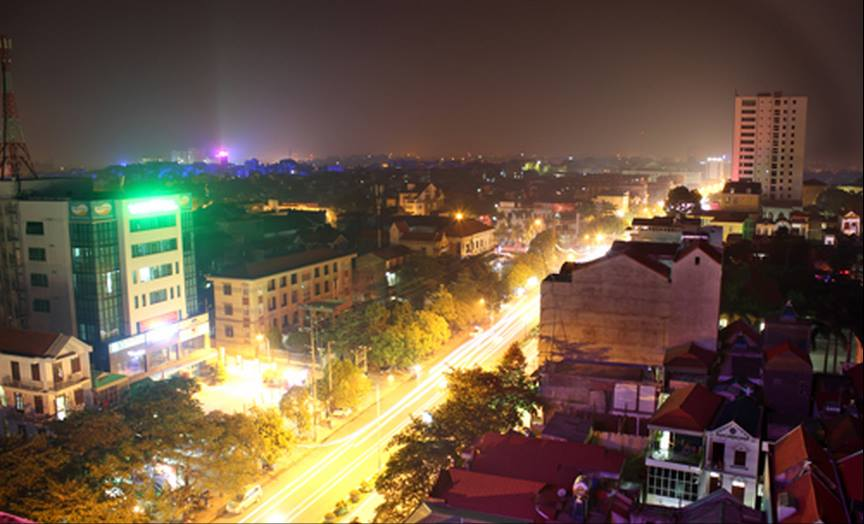
Việt Trì về đêm

Thành phố Việt Trì trở thành đô thị loại I vào năm 2012. Thành phố đã tập trung xây dựng kết cấu hạ tầng đô thị, mở rộng diện tích, tăng quy mô dân số, sáp nhập một số xã của huyện Lâm Thao, Phù Ninh về Việt Trì, nâng cấp một số xã lên phường; đẩy nhanh tiến độ xây dựng các dự án trọng điểm như: Quảng trường Hùng Vương và Trung tâm Dịch vụ thương mại tổng hợp; quy hoạch chi tiết khu du lịch - dịch vụ Nam Ðền Hùng; quy hoạch xây dựng cơ sở hạ tầng đô thị và hạ tầng kinh tế - xã hội thành phố. Tập trung xây dựng nhiều tuyến đường quan trọng như đường Nguyễn Tất Thành kéo dài và hạ tầng kỹ thuật hai bên đường, đường Hai Bà Trưng kéo dài, đường Phù Ðổng nối TP Việt Trì với đường cao tốc Nội Bài - Lào Cai; đường Trường Chinh, đường từ Khu công nghiệp Thụy Vân đi các xã Thanh Ðình, Chu Hóa, đường Vũ Thê Lang và dự án xây dựng hệ thống đường giao thông nông thôn, hệ thống thu gom, xử lý và thoát nước thải đô thị.
Ðến nay, thành phố đang thực hiện đầu tư 207 công trình, trong đó có 144 công trình chuyển tiếp, 63 công trình triển khai mới, tổng giá trị xây lắp đạt hơn 500 tỷ đồng; triển khai bồi thường giải phóng mặt bằng 91 dự án, trong đó có 59 dự án chuyển tiếp, 32 dự án mới và đã hoàn thành giải phóng mặt bằng 18 dự án lớn với tổng số tiền bồi thường hơn 312 tỷ đồng.
Kinh tế của thành phố tiếp tục phát triển toàn diện, duy trì tốc độ tăng trưởng hợp lý, tốc độ tăng giá trị tăng thêm bình quân đạt 5,71%/năm, giá trị tăng thêm bình quân đầu người/năm đạt 62,75 triệu đồng (tương đương 2.924 USD), tăng 2,35 lần so với năm 2010.
Ngày 04 tháng 5 năm 2012, Thủ tướng Chính phủ đã ban hành Quyết định số 528/QĐ-TTg công nhận thành phố Việt Trì là đô thị loại I trực thuộc tỉnh Phú Thọ.